# Adrian Zieliński
Adrian Edward Zieliński (28 de março de 1989, em Nakło nad Notecią) é um halterofilista polonês, campeão olímpico.

## Quadro de resultados
Principais resultados de Adrian Zieliński:
| Ano  | Competição                | Local      | Classe de peso | Arranque | Arremesso | Total  | Pos. |
| ---- | ------------------------- | ---------- | -------------- | -------- | --------- | ------ | ---- |
| 2009 | Campeonato Europeu        | Bucareste  | –85 kg         | 167 kg   | 196 kg    | 363 kg | 5.   |
| 2009 | Campeonato Mundial Júnior | Bucareste  | –85 kg         | 169 kg   | 199 kg    | 368 kg | 1.   |
| 2009 | Campeonato Europeu Júnior | Landskrona | –85 kg         | 172 kg   | 190 kg    | 362 kg | 1.   |
| 2009 | Campeonato Mundial        | Goyang     | –85 kg         | 171 kg   | 201 kg    | 372 kg | 6.   |
| 2010 | Campeonato Mundial        | Antália    | –85 kg         | 173 kg   | 210 kg    | 383 kg | 1.   |
| 2011 | Campeonato Mundial        | Paris      | –85 kg         | 174 kg   | 202 kg    | 376 kg | 3.   |
| 2012 | Jogos Olímpicos           | Londres    | –85 kg         | 174 kg   | 211 kg    | 385 kg | 1.   |
| 2014 | Campeonato Europeu        | Tel Aviv   | –94 kg         | 180 kg   | 210 kg    | 390 kg | 1.   |
| 2015 | Campeonato Mundial        | Houston    | –94 kg         | 177 kg   | 214 kg    | 391 kg | 2.   |